# Observatoire astronomique de Sormano
L'Observatoire astronomique de Sormano (italien : Osservatorio Astronomico Sormano) est un observatoire qui se trouve dans le village de Sormano, au Nord de Milan, en Italie. Situé à 1000 mètres d'altitude dans les Préalpes italiennes, l'édifice fut financé par le groupe Astrofili Brianza et fondé en 1987. Il est en service depuis janvier 1989.

## Description
Équipé d'un télescope Ritchey-Chrétien doté d'un miroir primaire de 50 centimètres, l'observatoire est réputé pour ses travaux astrométriques, notamment en matière d'observation de planètes mineures et de comètes du système solaire.
L'installation est principalement utilisée par des astronomes amateurs tels que Marco Cavagna, Valter Giuliani, Piero Sicoli, Pierangelo Ghezzi, Francesco Manca, Paolo Chiavenna, Graziano Ventre et Augusto Testa. L'équipe de l'observatoire dispose de son propre logiciel d'observation et de suivi.

### La station Sormano2-Bellagio Via Lattea
Depuis 2017, la station Sormano2-Bellagio Via Lattea est associée à l'observatoire de Sormano. Située à 10 kilomètres du bâtiment principal, cette installation est équipée d'un télescope Cassegrain doté d'un miroir primaire de 28 centimètres, ainsi que d'un télescope de Newton avec un miroir de 20 centimètres. Cet équipement est notamment utilisé pour l'observation et la photographie des comètes.

## Découvertes
L'observatoire a permis la découverte de plus d'une soixantaine de planètes mineures, notamment celles listées dans le tableau ci-dessous.
| Désignation            | Année de découverte |
| ---------------------- | ------------------- |
| (6882) Sormano         | 1995                |
| (7199) Brianza         | 1994                |
| (7848) Bernasconi      | 1996                |
| (8106) Carpino         | 1994                |
| (8111) Hoepli          | 1995                |
| (13158) 1995 UE        | 1995                |
| (17560) 1994 AD3       | 1994                |
| (17614) 1995 UT7       | 1995                |
| (17740) 1998 BC19      | 1998                |
| (18426) Maffei         | 1993                |
| (22500) Grazianoventre | 1997                |
| (24861) 1996 DE1       | 1996                |
| (29424) 1997 BV4       | 1997                |
| (31244) 1998 DG11      | 1998                |
| (31254) 1998 DK23      | 1998                |
| (32941) 1995 UY4       | 1995                |
| (33049) 1997 UF5       | 1997                |
| (33151) 1998 DY11      | 1998                |
| (37734) 1996 UR3       | 1996                |
| (39654) 1995 UP        | 1995                |